# Pregianni de Bidoux
Pregianni de Bidoux (Guascogna, 1468 – Marsiglia, 1528) è stato un ammiraglio francese, piuttosto attivo nelle Guerre d'Italia del XVI secolo.
Nel 1507, da marzo a maggio, Bidoux contribuì alla conquista di Genova da parte dell'esercito francese di Luigi XII. Bloccò e bombardò la città e fece uno sbarco. Per mostrare ai genovesi la nuova dominazione francese, Bidoux affisse le teste decapitate degli ufficiali genovesi alle porte della città.
Combatté contro i Turchi e contro i Veneziani. 
Si scontrò anche con l'Inghilterra e uccise il Lord Grand'Ammiraglio Edward Howard nei pressi di Brest. Il corpo dell'ammiraglio fu ritrovato tre giorni dopo: Pregianni ne inviò l'armatura alla principessa Claudia di Francia, figlia del re d'Inghilterra, ed il fischietto alla regina Anna.
Pregianni si unì anche agli Ospitalieri e combatté i Turchi con grande foga fino alla sua morte, avvenuta proprio durante l'inseguimento di una galea Ottomana nel 1528.
Di lui si legge: "Pregianni de Bidoux, priore di S.Giglio, era famoso per il suo valore, per la colossale statura, per la gigantesca forza. Con un fendente del suo spadone spaccava netto per la metà un uomo. Col forte vibrar d'un pugno stramazzava morto un bue. Amava la guerra, odiava i Turchi, anelava segnalarsi".